# Eusimonia cornigera
Eusimonia cornigera är en spindeldjursart som beskrevs av Panouse 1955. Eusimonia cornigera ingår i släktet Eusimonia och familjen Karschiidae. Inga underarter finns listade i Catalogue of Life.